# Leiden

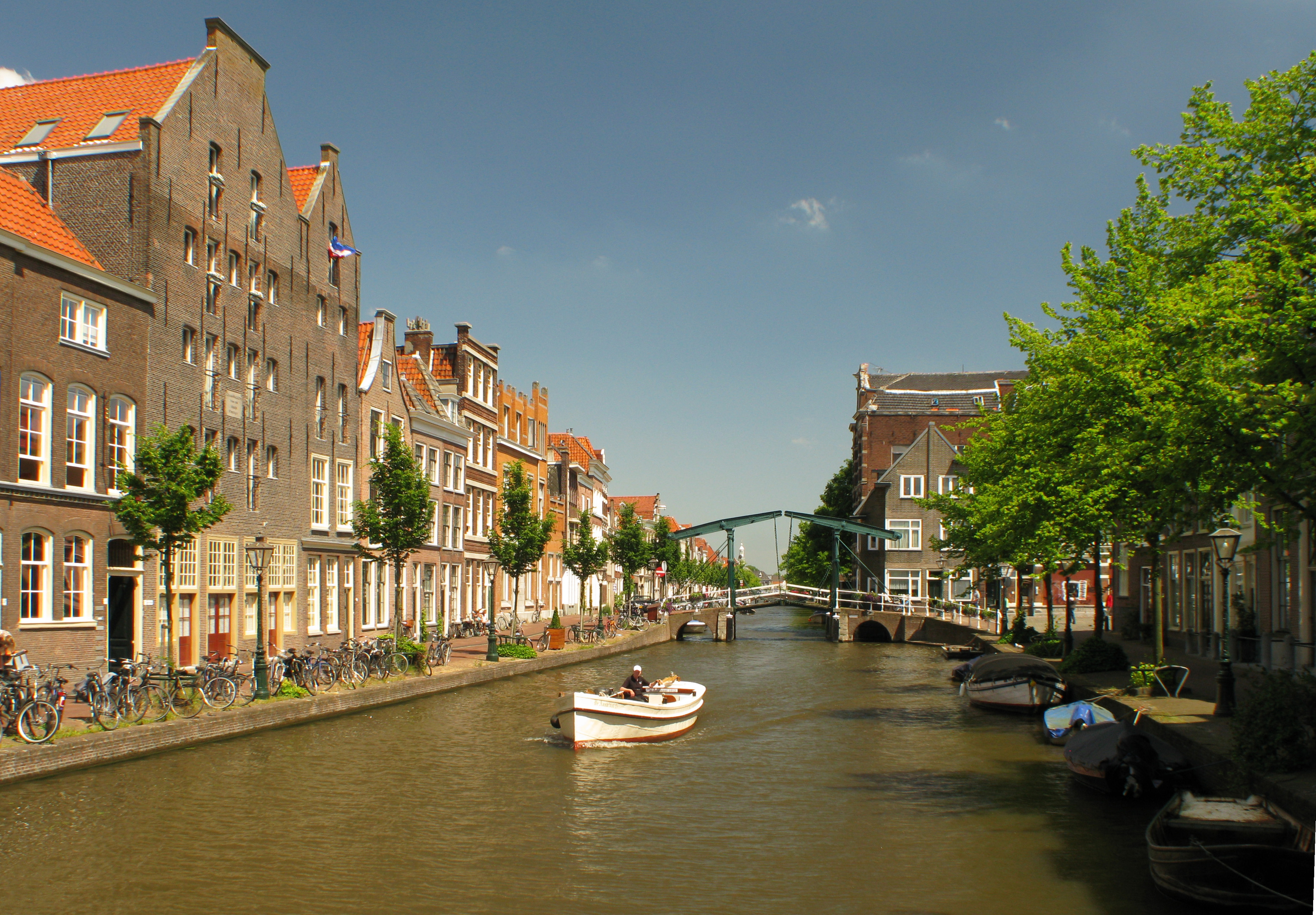
Oude Rijn i Leiden

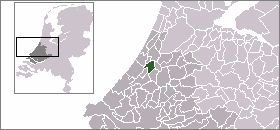
Leidens position i Zuid-Holland

Leiden, ibland Leyden, är en stad och kommun i den nederländska provinsen Zuid-Holland. Leiden bildar tillsammans med Oegstgeest, Leiderdorp, Voorschoten, Valkenburg, Rijnsburg och Katwijk ett urbant område med 273 720 invånare. Själva staden Leiden har 130 108 invånare (2021). Leiden ligger nära städerna Haag och Haarlem och på ett avstånd av 25 minuters tågresa från Amsterdam. Staden är mest känd som Rembrandts hemstad och domineras idag av Universitetet.

## Historia
Även om Leiden är en gammal stad finns det inga belägg för att staden ska ha haft ett samband med romerska Lugdunum Batavorum vilket tidigare antogs; romerska Lugdunum är den moderna staden Katwijk, medan det romerska bosättningen nära Leiden kallades för Matilo. Trots det fanns en romersk fästning under 200-talet i Leiden. Leiden, vars medeltida namn var Leithon, styrdes tills 1420 av olika grevar, som var representanter för Nederländernas hov. Leiden fick status som stad i Nederländerna år 1266.

### Leidens fästning
Byggdes under 800-talet när vikingarna styrde i Utrecht. Den plundrades 1047 av den romerske kejsaren Henrik III. Fästningen låg i grevskapet Holland, som i sin tur fått sitt namn år 1101 från en domän nära fästningen, Holtland eller Holland. Grevinnan av Holland, Ada, tog sin tillflykt till fästningen efter ett inbördeskrig mot sin bror, greve Vilhelm I av Nederländerna. Vilhelm belägrade fästningen och tog Ada till fånga.

### Grevarnas fall
År 1420 marscherar hertig Johann III av Niederbayern med sin armé från Gouda i riktning mot Leiden för att erövra staden. Armén var bra utrustad och hade till och med eldvapen. Filips van Wassenaar och andra lokala adelsmän antog att hertigen skulle belägra Leiden först och därefter skicka mindre enheter för att erövra de små fästningarna runt staden. Jan van Beieren valde dock att istället attackera de mindre fästningarna runt staden först med sin armé. Genom att skjuta mot fästningarnas murar kunde de försvagas en efter en. Inom en vecka kunde Jan van Beieren erövra slotten i Poelgeest, Ter Does, Hoichmade, de Zijl, ter Waerd, Warmond och de Paddenpoel.
Den 24 juni befann sig armén innanför Leidens murar. Den 17 augusti 1420, efter en två månader lång belägring, var staden i Jan van Beierens händer. Greven Filips van Wassenaar avsattes från sin tjänst och sina rättigheter och tillbringade sina återstående år i fångenskap.

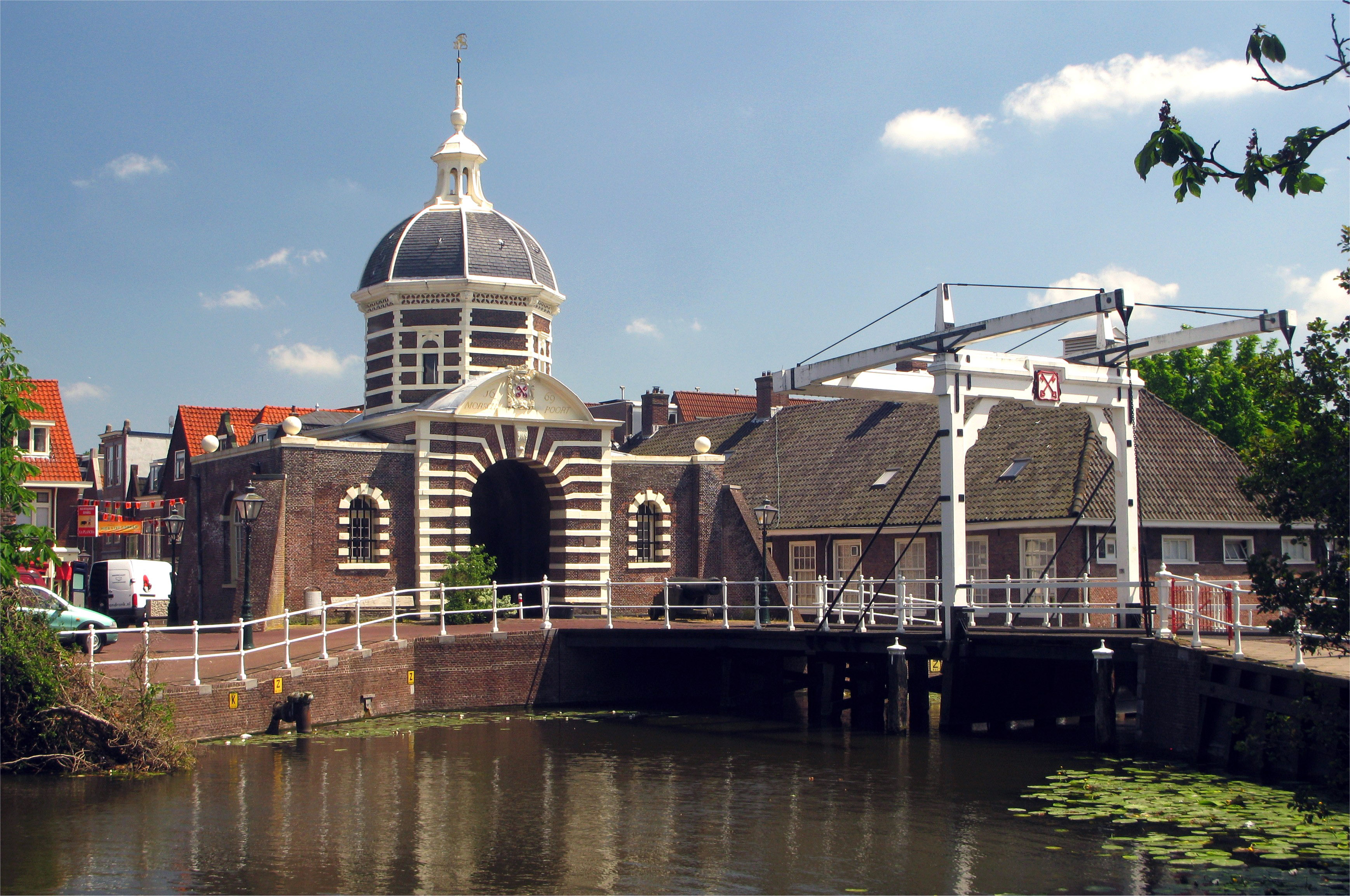
Morspoort, Leidens västra port

### Leiden under 1500- och 1600-talet
Leiden blomstrade under dessa århundraden. I slutet av 1400-talet var klädtillverkning en viktig näring i Leiden, som spelade en viktig roll i det Spansk-nederländska kriget. Den 3 oktober 1574 upphörde den spanska belägringen av staden vilket fortfarande firas. Som en belöning för de heroiska insatserna för att försvara staden mot spanjorerna grundade Vilhelm I av Oranien Leidens universitet år 1575. Historien säger att invånarna erbjöds antingen ett universitet eller befrielse från skatt. Leiden är även känd som den plats där många utvandrare till Amerika levde en tid innan de begav sig av under tidigt 1600-tal till Nya världen .
Under sent 1600-tal och framåt genomgick Leiden en ekonomisk och social nedgång på grund av minskad klädindustri. I början av 1700-talet försvann tillverkning av filtar och tyger, och folkmängden minskade. 1640 uppskattas folkmängden till 100 000 invånare och mellan 1796 och 1811 hade den sjunkit till 30 000, 1904 uppskattas den till 56 044.

### Leiden idag
Leiden är idag en viktig del av holländsk historia. Slutet på den spanska belägringen år 1574 firas varje år den 3 oktober genom ledighet, en officiell parad och nöjesfält, samt ätandet av traditionell mat som sill, vitt bröd och en speciell grönsaksröra som kallas för hutspot. Den viktigaste delen av holländsk historia som Leiden bidragit med är trots allt konstitutionen. Johan Rudolf Thorbecke (1798-1872) skrev den holländska konstitutionen i april 1848 i sitt hus på Garenmarkt 9 i Leiden.
Leiden har viktiga funktioner som handels- och köpcentrum för samhällen runt staden. Leidens Universitet är välkänt för sina många uppfinningar, bland annat Leidenflaskan som är en kondensator gjord av en glasburk. Leidenflaskan uppfanns av Petrus van Musschenbroek år 1746. En annan bedrift gjordes av Heike Kamerlingh Onnes år 1908 (Nobelpriset i fysik, 1913) när han första gången lyckades nå den lägsta temperatur som dittills uppnåtts, vilket var flytande helium med en temperatur på en grad över den absoluta nollpunkten. Albert Einstein tillbringade en tid vid Leidens Universitet under sin tidiga karriär.

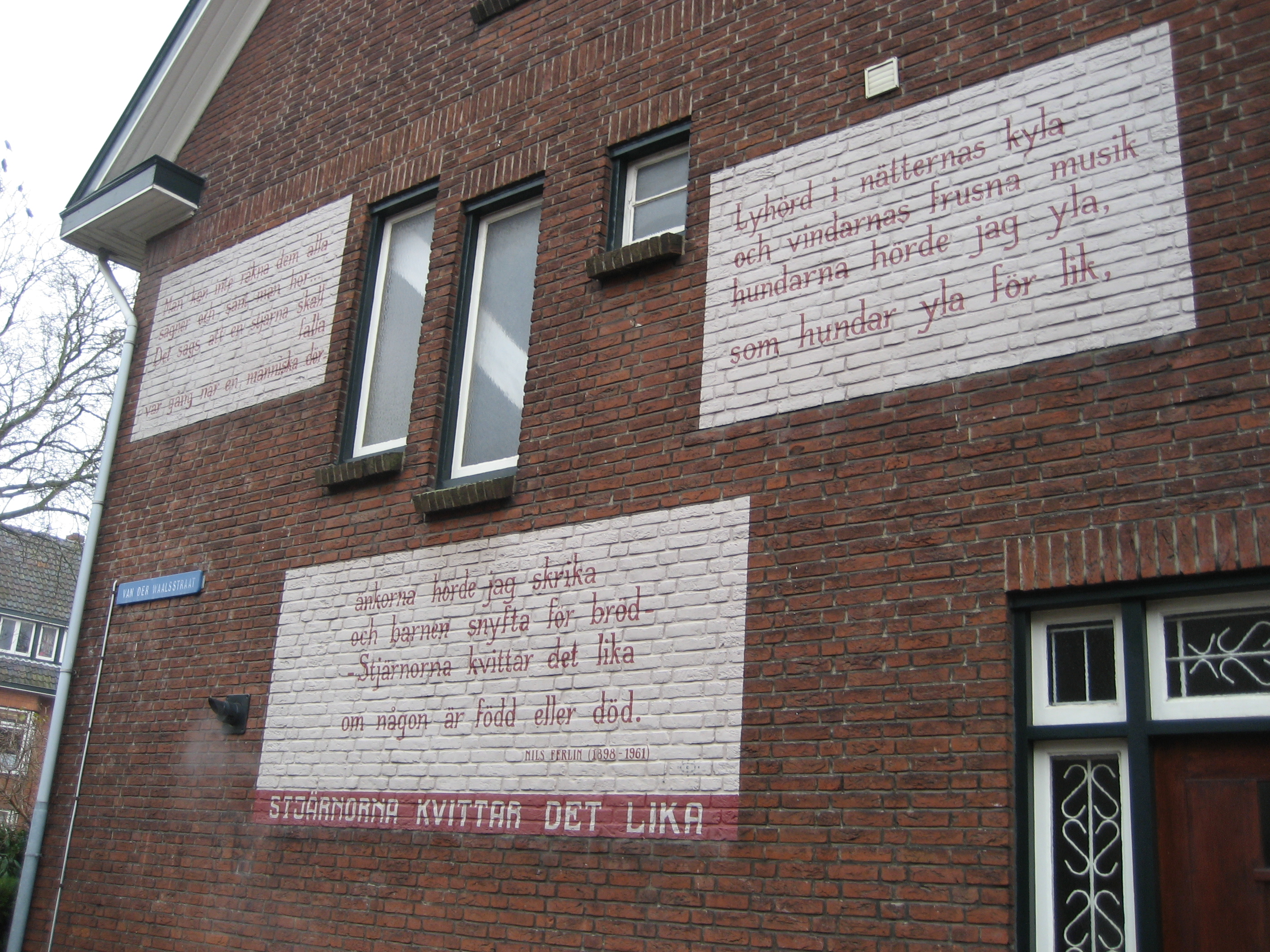
Nils Ferlins dikt Stjärnorna kvittar det lika präntad på en husvägg på Van der Waalsstraat, i hörnet av De Sitterlaan.

Väggdikt blev ett begrepp åren 1992 - 2005. Då genomfördes ett originellt projekt kallat Poesi på väggarna i Leiden. Över hundra bidrag av poeter från världens alla hörn har prydligt präntats på husfasader runt om i staden, allt från Marina Tsvetajeva till García Lorca.

## Kanaler, floder och parker
De två grenarna av Oude Rijn (Gamla Rhen) som går in i Leiden från öst förenar sig i mitten av staden. Staden skärs även av åtskilliga mindre kanaler. Den västra delen av staden finns trädgårdar, bland annat Hortus Botanicus som följer den yttre kanalen Singel. Van der Werffs park är döpt efter borgmästaren Pieter Adriaanszoon van der Werff som försvarade staden mot spanjorerna år 1574. Området där parken ligger skapades genom en olyckshändelse då ett skepp lastat med krut exploderade år 1807.

## Byggnader av intresse
Tack vare den ekonomiska nedgången under 1600- till tidigt 1900-tal är mycket av stadskärnan från 1500-talet till 1600-talet intakt.

### Fästningsverk
Vid den strategiskt viktiga kopplingen mellan Oude Rijns två armar står slottet De Burcht, som är ett cirkulärt torn som står på en kulle. Kullen var troligtvis en tillflykt mot högt vatten innan liten träfästning byggdes på toppen av det under 1000-talet. Av Leidens gamla stadsportar står endast två kvar, Zijlpoort och Morspoort båda daterade till slutet av 1600-talet. Förutom en mindre spejartorn i slutet av Singel finns inget kvar av de gamla stadsmurarna. Ett annat gammalt fästningsverk är Gravensteen som var en fästning under 1200-talet och har alltsedan dess tjänat som hus, bibliotek och fängelse. Idag är det en av universitetets byggnader.

### Kyrkor

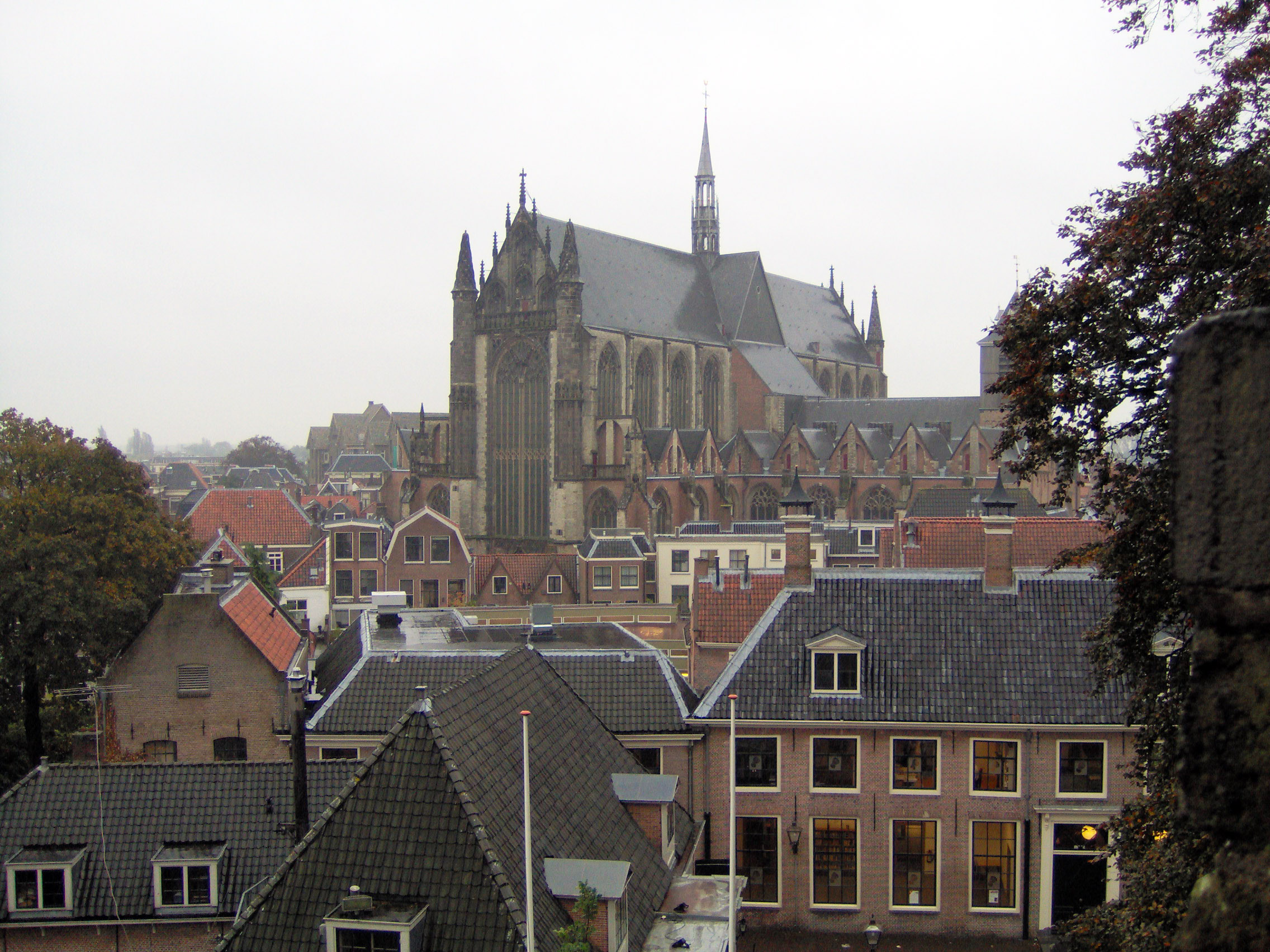
Hooglandse kerk, Leiden

Den högsta och främsta av Leidens åtskilliga kyrkor är Hooglandsche Kerk (eller S:t Pankratius kyrka), byggd under 1400-talet och innehåller minnen till Pieter Adriaanszoon van der Werff. Pieterskerk är en annan kyrka (S:t Peters kyrka) från 1315 med monument till Joseph Justus Scaliger, Boerhaave och andra personer. Marekerk är en annan kyrka som ritades av Arent van 's Gravesande 1639, som även ritat De Lakenhal som idag hyser ett kommunalt museum. Bibliotheca Thysiana är Leidens Universitetsbibliotek och är ett annat exempel.

### Universitetets byggnader

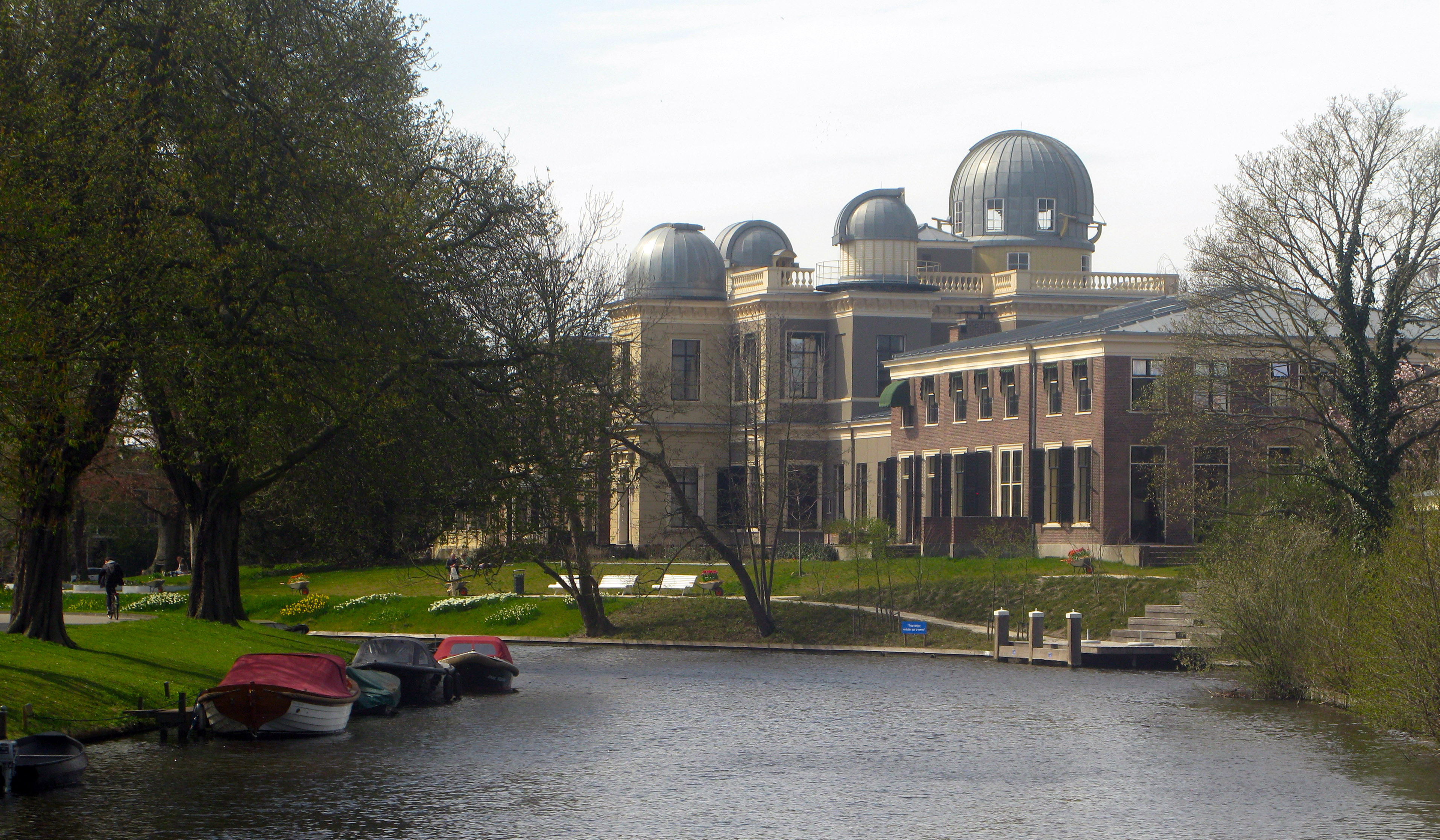
Tittar längs Witte Singel (White Moat) mot Leidens observatorium.

I stadskärnan finns många byggnader som används av universitetet. Dagens huvudbyggnad ligger i ett gammalt kloster från 1500-talet. Andra byggnader som är anslutna till universitetet är det nationella institutet för östindiska språk, etnologi och geografi; Hortus Botanicus (botanisk trädgård); Leidens observatorium; Rijksmuseum van Oudheden; och etnografiska museet. De naturvetenskapliga och medicinska institutionerna ligger strax utanför stadskärnan där även ett centrum för bioteknik planeras.

## Kollektivtrafik

### Bussar
- Connexxion Region väst: 
  - Busshållplatser och busslinjer i Leiden:  (länkar till tidtabeller och busshållplatser)
  - Busslinjer med tidtabeller med hänsyn till linje i regionen

### Tåg
- Tågtidtabeller (se även http://www.ns.nl ):
  - Leiden Centraal (ledn): 
  - Leiden Lammenschans (ldl): 
  - De Vink (dvnk):
- Spår på järnvägsstationen Leiden Centraal
- RijnGouweLijn Lättviktståg (planeras till 2017)[uppföljning saknas]

## Kända personer från Leiden genom tiderna
- Johann Bachstrom (1688-1742), författare, vetenskapsman och luthersk teolog
- Herman Boerhaave (1668-1738), läkare (född i Voorhout).
- William Brewster (1567-10 april 1644), pilgrim.
- Armin van Buuren (1976), musikproducent
- Gerard Dou (1613-1675), målare
- Cornelius Engelbrechtszoon (1468-1533), målare
- Jan van Goyen (1596-1656), målare
- Jan van Leiden (1509?-1536), ledare av den anabaptistiska revolutionen i Münster
- Lucas van Leyden (1494-1533), gravare och målare
- Marinus van der Lubbe (1909-1934)
- Gabriel Metsu (1629-1667), målare
- Rembrandt van Rijn (1606-1669), målare
- Jan Smeets (1985), schackspelare
- Willebrord Snell (1580-1626), astronom och matematiker
- Jan Steen (1626-1679), målare
- Johannes Diderik van der Waals (1837-1923), vetenskapsman
- Pieter Adriaanszoon van der Werff (1529-1604), borgmästare i Leiden
- Vilhelm II (1228-1256), greve av Holland, senare kung i Tyskland